# Manuel Vázquez Montalbán
Manuel Vázquez Montalbán (Barcelona, 14 de juny del 1939 - Bangkok, 17 d'octubre del 2003) fou un prolífic escriptor i periodista català, principalment en llengua castellana, que conreà múltiples gèneres: novel·la, poesia, assaig, i fins i tot escrigué sobre gastronomia.

## Família
Manuel Vázquez Montalbán és fill d'Evaristo Vázquez Touron, natural de San Juan de Mulos, un petit poble al costat de Monforte de Lemos, i de Rosa Montalbán Pérez, nascuda a Barcelona.
Fou l'home d'Anna Sallés i és pare de Daniel Vázquez Sallés.

## Biografia
Va estudiar Filosofia i Lletres i Periodisme a la Universitat Autònoma de Barcelona, on va ser també professor.
Fou un convençut culer i especialment conegut per les seues conviccions polítiques; fou militant del Partit Socialista Unificat de Catalunya i d'Iniciativa per Catalunya.
Potser la seua obra més coneguda és la sèrie Carvalho, protagonitzada pel detectiu gallec Pepe Carvalho, que ha esdevingut un dels herois més importants del gènere de la novel·la detectivesca. Les novel·les protagonitzades per aquest detectiu, van convertir Manuel Vázquez Montalbán en un dels autors més llegits a l'Estat Espanyol i amb més difusió internacional.
L'any 2004 es va lliurar la primera edició dels Premis Manuel Vázquez Montalbán, creats en la seva memòria.
L'any 2009 es va inaugurar la plaça Manuel Vázquez Montalbán al barri del Raval de Barcelona, a prop d'on va néixer l'escriptor.

## Obra
Vitalista per excel·lència, Montalbán va ser amic de l'alegria, del bon menjar i del riure. Treia punta als temes que es donen per descomptats a la nostra societat, la qual cosa enrabiava més d'un, però sempre recollint el respecte de tothom per l'esperit crític i els pensaments ben raonats. A vegades se servia dels personatges dels seus llibres (com l'inoblidable detectiu Carvalho) per dir les coses pel seu nom. Les posava sobre la taula i provocava un debat obert i sa. Sempre amb humor, fins i tot amb certa sorna pel mig. El detectiu és de fet conegut també per les seves receptes de cuina, recollides en el llibre Las recetas de Carvalho (1988) i recopilades a la Colección Carvalho gastronómico (2005).
Al llarg de la vida va ser un amant de la gastronomia catalana –i de la gastronomia en general– alhora que en va ser també, curiosament, un dels màxims detractors. Als anys setanta, en el celebrat llibre L'art de menjar a Catalunya, sobre l'anomenada cuina catalana que trobava arreu, escrivia: …pel·lícula de pernil plastificat i pota de conill industrial, maltractada sense cura per un foc desordenat, amb allioli de minipímer.

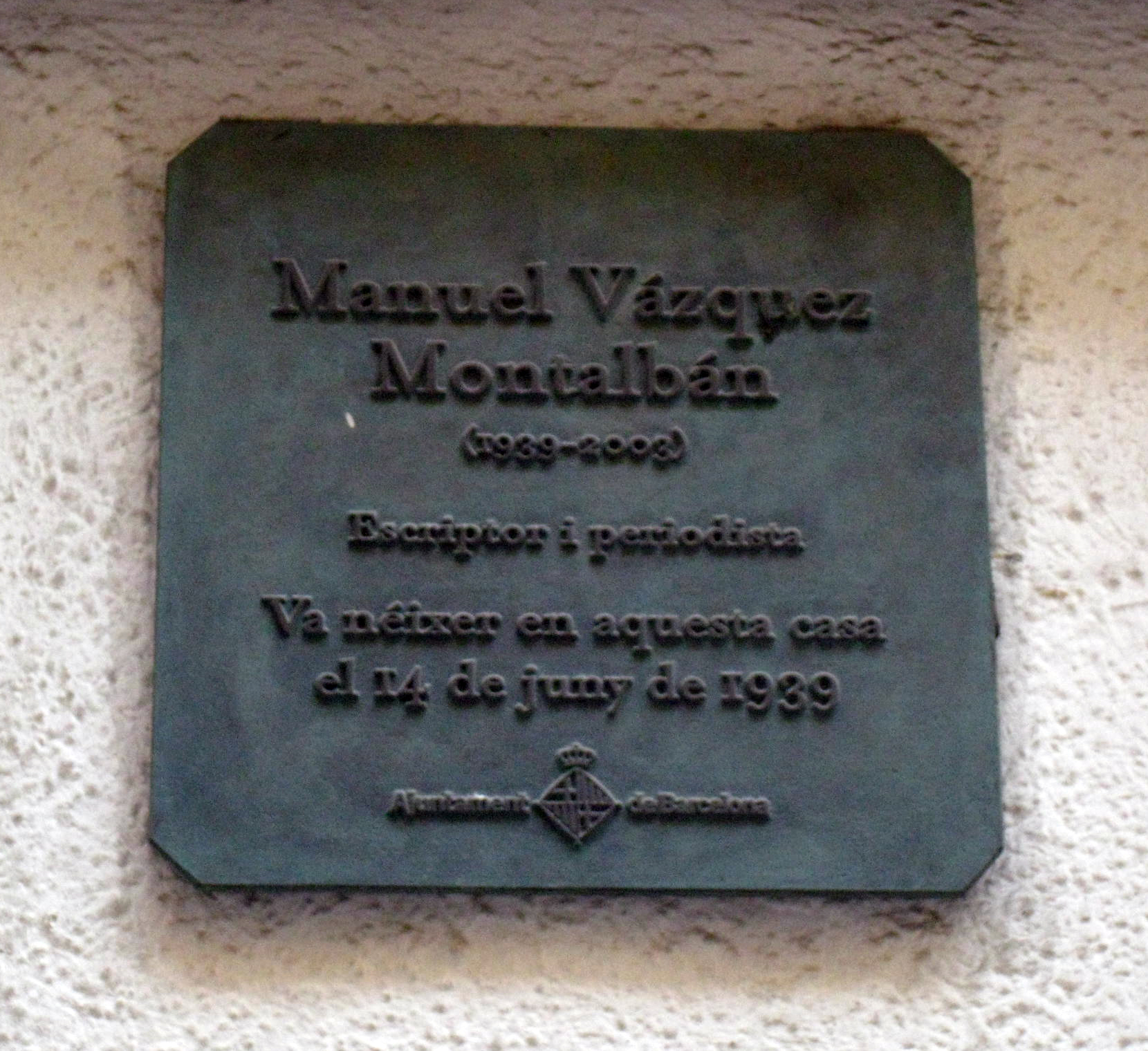
Placa commemorativa a la casa on va néixer, al carrer de la Botella núm. 11 de Barcelona

Evidentment, no es referia al fet que no li semblés prou bo el concepte del pa amb tomàquet amb pernil o el conill a la brasa, al contrari. Era un crit d'indignació cap a aquells que anomenava mercantilitzadors del pa amb tomàquet, és a dir, bramava contra aquells que feien passar la cuina industrialitzada, descuidada, la ‘gastronomia de ficció', per l'autèntica cuina catalana.
Sostenia que hi havia regions, països, que tenien plats característics però que, a Catalunya, no només comptàvem amb aquests sinó que podíem parlar d'una cuina pròpia. I això havia de ser un orgull, s'havia de preservar, cuidar, no destrossar pel benefici i la velocitat. Manuel Vázquez Montalbán concebia la cuina com ‘una metàfora de la pròpia cultura', com una mostra del desenvolupament cultural d'una societat, una mostra prou important de la identitat d'aquella regió o nació, una radiografia de la qual es podia deduir una història, uns costums, una salut i fins i tot, afirmava ell, la manera d'estimar d'aquell poble.
Així, a L'art de menjar a Catalunya, escrivia: "En al·ludir els savis catalans sobre gastronomia no feia altra cosa que introduir-me a la justificació definitiva de la meva obra. L'escric amb la voluntat de prestar un servei cultural i polític, amb la pruïja de convertir-la en el llibre roig del català viatger que l'acompanyi en els seus desplaçaments pel país i li serveixi de catecisme per brandar davant les barbes d'hostalers traïdors, mercantilitzadors de pa amb tomàquet i conill a la brasa, que han muntat els seus negocis de vegades en terres que compten amb plats excel·lents sepultats sota diferents capes de destruccions bàrbares."
Aquest assaig –L'art de menjar a Catalunya– va marcar un punt d'inflexió quan feia una anàlisi de la situació de la cuina catalana que va obrir el camí cap a la recuperació de moltes receptes tradicionals i la seva introducció en la restauració. A la primera part del llibre, titulada "Defensa i il·lustració de la cuina catalana", va fer un estudi de productes i d'ingredients, amb un apartat dedicat als bolets i un altre a la Catalunya llaminera. La segona part inclou un receptari de plats catalans.
Divertit, provocador i enraonador, ell mateix era cuiner de les pròpies paraules i textos. Els preparava, coneixia els ingredients que els conformaven, els tastava i els coïa a foc lent, amb coneixement i amb molta cura. Sempre amb l'esperit d'obrir la gana en els altres: gana de Cuina amb majúscules, gana de cultura, de veritat, d'esforç i de tradició.

### Publicacions
En català
- Ficció
  - Flor de nit (1992). Editorial Boileau.
- Assaig
  - L'art del menjar a Catalunya (1977). Edicions 62.
  - Diàlegs a Barcelona (1985). Ajuntament de Barcelona.
  - Barcelones (1987). Empúries.
  - Rafael Ribó: l'optimisme de la raó (1988). Planeta.
  - Barcelona, cap on vas? Diàlegs per a una altra Barcelona (1991). Llibres de l'Índex.
  - Decàleg del culé (1992). Columna.
  - Les meves receptes de cuina catalana (1995). Edicions 62.
  - Elogis desmesurats (1997). Empúries.
  - La Boqueria: La catedral dels sentits (2003). Institut de Mercats, Barcelona.
  - Pròleg a la traducció en català del llibre de Michel del Castillo Tanguy, història d'un nen d'avui (1957, 1994 per a la traducció en català), on explica, entre d'altres, la seva experiència personal a l'Asil Duran.[7]

## Premis
Manuel Vázquez Montalbán fou un escriptor, periodista, crític i gastrònom, entre assaigs, articles periodístics i novel·les va publicar més d'un centenar de llibres. Fruit de tota aquesta tasca, l'any 1978 li van atorgar el Premi Planeta, el 1991 va ser escollit Premi Nacional de Literatura i el 1995 Premi Nacional de les Lletres Espanyoles:
- Planeta
- International de Littérature Policière
- Nacional de Literatura
- Nacional de la Crítica
- Literari Europeu
- Bunche de la Crítica de la R.F. d'Alemanya
- Ciutat de Barcelona
- Recalmare
- Raymond Chandler
- Nacional de las Letras Españolas
- Grinzane-Cavour
- Premi Lliri de l'Associació de Dones Periodistes de Catalunya (2000).[8]

## Circumstàncies de la seva mort
En el viatge de tornada des de Sydney a Barcelona, després d'haver pronunciat diverses conferències a Austràlia, va fer escala a l'aeroport de Bangkok on va començar a trobar-se malament i fou atès en el dispensari sanitari del mateix aeroport. Tot i això, va morir en qüestió de minuts d'una aturada cardíaca. Vázquez Montalbán havia estat operat del cor nou anys abans, a Barcelona, on li van implantar quatre bypass. Segons fonts diplomàtiques, el decés es va produir poc després de la mitjanit del dia 18, hora local (les sis de la tarda del 17 a Barcelona).